# Макгілл (Невада)
Макгілл (англ. McGill) — переписна місцевість (CDP) в США, в окрузі Вайт-Пайн штату Невада. Населення — 1010 осіб (2020).

## Географія
Макгілл розташований за координатами 39°24′7″ пн. ш. 114°46′37″ зх. д. / 39.40194° пн. ш. 114.77694° зх. д. (39.401949, -114.777057).  За даними Бюро перепису населення США в 2010 році переписна місцевість мала площу 2,81 км², уся площа — суходіл.

### Клімат
| Клімат : Макгілл                             | Клімат : Макгілл | Клімат : Макгілл | Клімат : Макгілл | Клімат : Макгілл | Клімат : Макгілл | Клімат : Макгілл | Клімат : Макгілл | Клімат : Макгілл | Клімат : Макгілл | Клімат : Макгілл | Клімат : Макгілл | Клімат : Макгілл | Клімат : Макгілл |
| Показник                                     | Січ.             | Лют.             | Бер.             | Квіт.            | Трав.            | Черв.            | Лип.             | Серп.            | Вер.             | Жовт.            | Лист.            | Груд.            | Рік              |
| Абсолютний максимум, °C                      | 18,9             | 21,1             | 26,7             | 31,7             | 35,6             | 37,8             | 40,0             | 37,8             | 33,9             | 33,3             | 25,6             | 20,0             | 40,0             |
| Середній максимум, °C                        | 3,9              | 5,7              | 9,5              | 14,2             | 19,8             | 25,6             | 30,5             | 29,3             | 24,6             | 17,6             | 9,9              | 4,9              | 16,3             |
| Середній мінімум, °C                         | −9,3             | −7,3             | −4,4             | −0,8             | 3,5              | 8,0              | 12,6             | 11,6             | 6,3              | 0,7              | −4,6             | −8,4             | 0,7              |
| Абсолютний мінімум, °C                       | −31,7            | −31,7            | −27,8            | −14,4            | −9,4             | −6,7             | −4,4             | −2,8             | −6,7             | −15,6            | −27,2            | −31,1            | −31,7            |
| Норма опадів, мм                             | 16               | 17               | 19               | 24               | 26               | 19               | 18               | 19               | 17               | 20               | 14               | 15               | 225              |
| -------------------------------------------- | ---------------- | ---------------- | ---------------- | ---------------- | ---------------- | ---------------- | ---------------- | ---------------- | ---------------- | ---------------- | ---------------- | ---------------- | ---------------- |
| Джерело: The Western Regional Climate Center |                  |                  |                  |                  |                  |                  |                  |                  |                  |                  |                  |                  |                  |

## Демографія
Згідно з переписом 2010 року, у переписній місцевості мешкало 1148 осіб у 473 домогосподарствах у складі 306 родин. Густота населення становила 408 осіб/км².  Було 582 помешкання (207/км²).
Расовий склад населення:
| - 92,2 % — білих - 1,8 % — корінних американців - 0,5 % — чорних або афроамериканців - 0,3 % — азіатів - 2,5 % — осіб інших рас |

До двох чи більше рас належало 2,6 %. Частка іспаномовних становила 9,6 % від усіх жителів.
За віковим діапазоном населення розподілялося таким чином: 24,3 % — особи молодші 18 років, 56,9 % — особи у віці 18—64 років, 18,8 % — особи у віці 65 років та старші. Медіана віку мешканця становила 44,6 року. На 100 осіб жіночої статі у переписній місцевості припадало 101,1 чоловіків;  на 100 жінок у віці від 18 років та старших — 104,5 чоловіків також старших 18 років.
Середній дохід на одне домашнє господарство  становив 57 923 долари США (медіана — 45 536), а середній дохід на одну сім'ю — 62 910 доларів (медіана — 52 014). За межею бідності перебувало 11,1 % осіб, у тому числі 35,4 % дітей у віці до 18 років та 0,0 % осіб у віці 65 років та старших.
Цивільне працевлаштоване населення становило 427 осіб. Основні галузі зайнятості: освіта, охорона здоров'я та соціальна допомога — 37,9 %, роздрібна торгівля — 16,9 %, публічна адміністрація — 14,1 %.